# Eutomopepla brunnea
Eutomopepla brunnea là một loài bướm đêm trong họ Geometridae.